# 사군

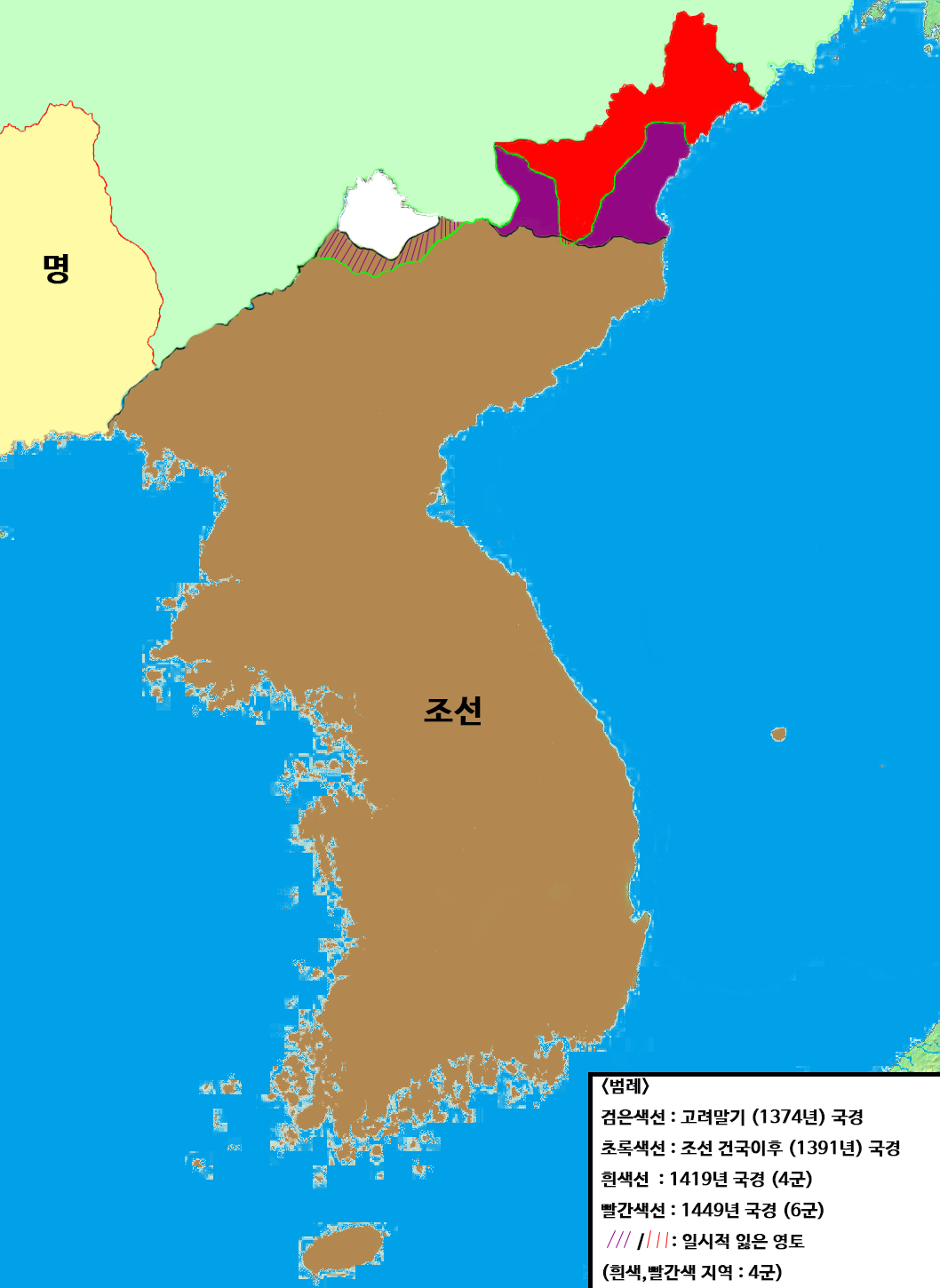
흰색 부분이 사군이다.

4군(四郡)은 조선 세종 때 서북 방면의 여진족을 막기 위해 압록강 상류의 국방상 요지에 설치한 여연(중강군)·자성(자성군)·무창(후창군)·우예(중강군의 서부)의 4개 군이다.

## 개요
강계-벽동 이북에 대한 경략은 고려 말 공민왕 때부터 시작되었다. 조선 세종은 1433년(세종 15년) 최윤덕을, 1437년(세종 19년) 이천을 각각 평안도 도절제사로 삼아 변경을 침탈한 여진족을 토벌하였데, 빈번한 여진족의 침입을 효과적으로 차단하기 위해 압록강의 상류를 국경으로 확립하려는 세종의 의지에 따라 여연(閭延)·자성(慈城)·무창(茂昌)·우예(虞芮)의 4군이 설치되었다. 이리하여 압록강의 상류까지 강의 남쪽 전부가 조선의 영토로 편입되었고, 이후 조선 세조 때(1459년)에 4군이 철폐되어 강계부에 편입되었으나 압록강은 국경선으로 계속 유지되었다.

## 의의
4군 지역의 중요성은 파저강 전투 이후 책임자였던 최윤덕이 조정에서 우의정, 좌의정 등으로 승진하면서도 여진족을 경계하기 위한 평안도 도절제사를 3년 동안 겸임한 것과 1443년 4군 설치가 완성될 때까지 재상의 반열에 있던 두 노장(최윤덕과 이천)이 7년간 사군의 책임자였던 것에서도 알 수 있다. 4군 지역은 6진 지역과 더불어 세종 대에 있어서 군사적으로 매우 중요한 지역이었다.

## 같이 보기
- 6진
- 최윤덕
- 파저강 전투
- 강동 6주

## 참고 문헌
- 이 문서에는 다음커뮤니케이션(현 카카오)에서 GFDL 또는 CC-SA 라이선스로 배포한 글로벌 세계대백과사전의 내용을 기초로 작성된 글이 포함되어 있습니다.